# Hyarambi, Chikmagalur
Hyarambi là một làng thuộc tehsil Chikmagalur, huyện Chikmagalur, bang Karnataka, Ấn Độ.